# Новоандреевка (Воронежская область)
Новоандреевка — хутор в Подгоренском районе Воронежской области Российской Федерации. 
Входит в Лыковское сельское поселение.

## География
В селе имеется одна улица — Степная.

## Население
| 2010 |
| ---- |
| 1    |